# Palazzo comunale (Pienza)
Pour les articles homonymes, voir Palazzo comunale et Piccolomini.
Le Palazzo Comunale, dit aussi Palazzo Pubblico, est l'ancien palais des Prieurs  de Pienza, la ville idéalisée de la Renaissance voulue par le futur pape Pie II, situé dans le centre historique sur la Place Pie-II, en face de la cathédrale. Sa façade donne sur  le corso Rosselino et son côté sur la via Marconi.

## Histoire
Construit suivant le projet  de Bernardo Rossellino, il fut remanié en 1900.

## Description
La façade en travertin comporte  un étage  de quatre fenêtres géminées, le rez-de-chaussée comporte une galerie de trois arcades aux colonnes d'ordre ionique. Divers blasons de pierre des différents podestats ornent la façade ou surplombent les colonnes.
La loggia, qui s'ouvre également sur la via Marconi à droite,  comporte également divers graffiti, blasons et plaques commémoratives.
Le campanile en brique comporte des créneaux sur deux niveaux et une horloge.
La salle du Conseil à l'intérieur est peinte « à fresque » du Quattrocento de l'école siennoise (Madonna col Bambino  et les saints patrons de la ville : San Vito, San Modesto et San Matteo).